# Donación de cuerpo

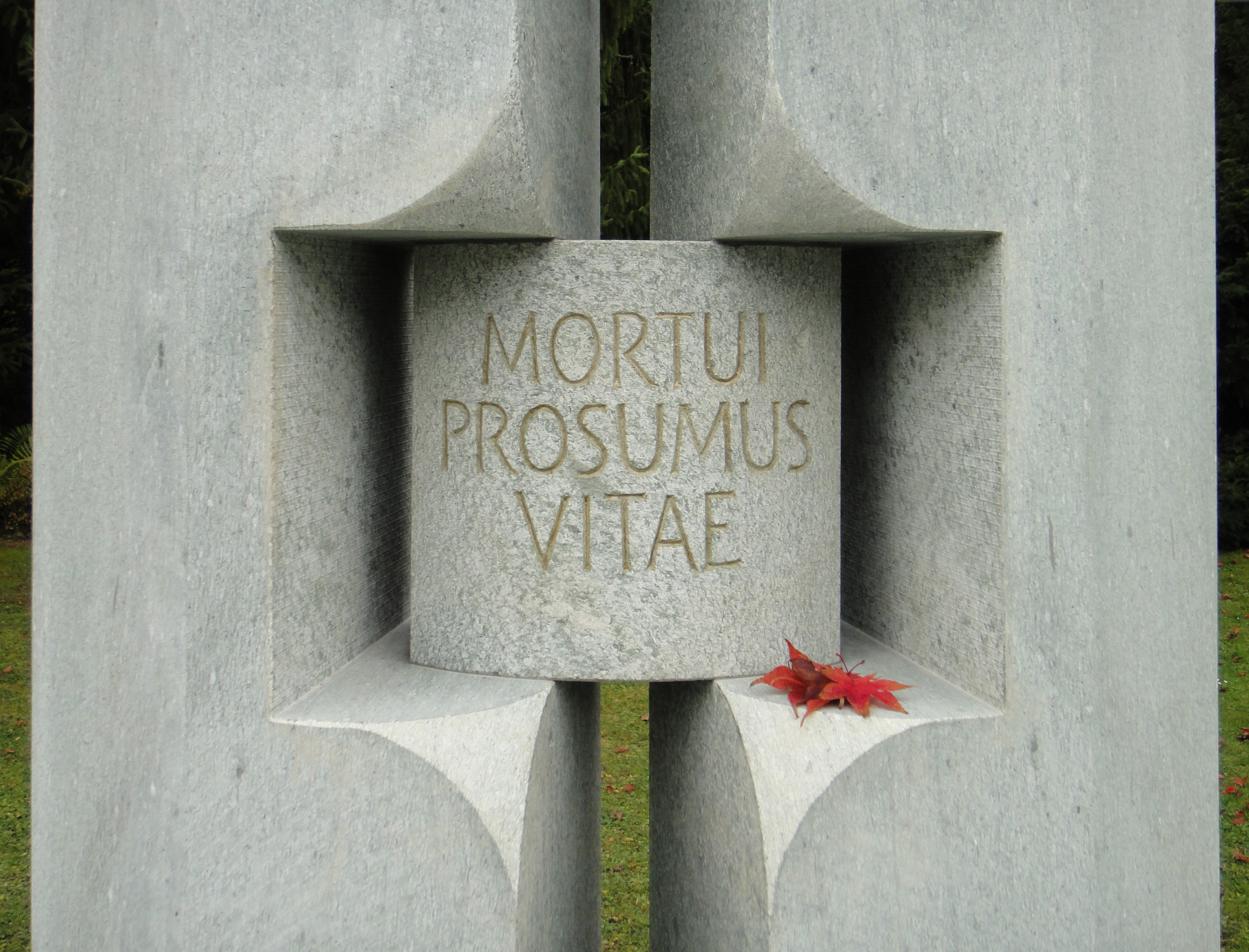
«Incluso en la muerte servimos a la vida». Epitafio grabado en una fosa común dedicada a las personas donantes de cuerpo.

La donación de cuerpo es la cesión de todo el cuerpo después de morir para ser utilizado en la investigaciones médicas y educación.
La donación de cuerpos permite enseñar anatomía a estudiantes de medicina y otras áreas de las ciencias de la salud y para la formación y entrenamiento avanzado en medicina y cirugía, donde los profesionales aprenden y practican, sin riesgo para sus pacientes, nuevas técnicas e instrumentación. 
Cada país tiene diferentes regulaciones respecto de la donación de cuerpos. En Chile, por ejemplo, está a cargo de la Facultad de Medicina de la Universidad de Chile, cuyos requisitos son ser mayor de edad (18 años), tener las facultades mentales intactas y firmar una declaración jurada ante notario. En México, la aparición, en el 2017, de la ley general en materia de desaparición forzada de personas impide que los cuerpos sin identificar se entreguen a instituciones educativas.
En la mayoría de países, sólo las Escuelas de Medicina reciben donaciones de cuerpo para enseñanza e investigación médica, y realizan esta importante función social sin ánimo de lucro. En los últimos años han aparecido, además, sobre todo en Estados Unidos, empresas que organizan programas comerciales de donación de cuerpo. Estas empresas reciben los cuerpos, los congelan y los suministran, enteros o troceados, cobrando por ello, a hospitales, empresas biomédicas o universidades. Estas organizaciones a menudo cubren los gastos de la cremación o sepultura una vez que el cadáver ha cumplido su propósito y es devuelto a la familia para el sepelio. Por lo general, cualquier persona que desea donar su cuerpo debe llegar a un acuerdo con la escuela de medicina, universidad o programa antes de morir. A estos individuos se les suele exigir un consentimiento escrito y a cambio reciben información sobre los procedimientos que se les aplicarán una vez fallecidos. En todo caso, las donaciones son actos altruistas por los que ni el donante ni su familia reciben remuneración alguna.

## Algunos datos estadísticos

### En México
Desde que se inició en el 2016 el Programa de Donación de Cuerpos de la Facultad de Medicina de la Universidad Nacional Autónoma de México, se han sumado 3,856 donantes hasta abril del 2022. En cuanto a los perfiles de las personas donantes, en promedio tienen una edad de entre 50 y 70 años, y el 80 por ciento son mujeres.

## Requisitos para la donación

### En México
- La donación es voluntaria.
- La donación es un acto altruista y no implica una retribución económica: legalmente está prohibido donar
- En México, los gastos de traslado y de incineración corren por cuenta de la institución que recibe la donación.[7]

## Criterios de exclusión

### En México
La ley establece que no puede aceptarse la donación si la persona está en proceso de investigación por homicidio o suicidio. Tampoco se aceptará la donación si la persona tiene alguna enfermedad infectocontagiosa como VIH-SIDA, tuberculosis activa, hepatitis C o COVID-19.